# محتویات صفحه طلایی وویجر

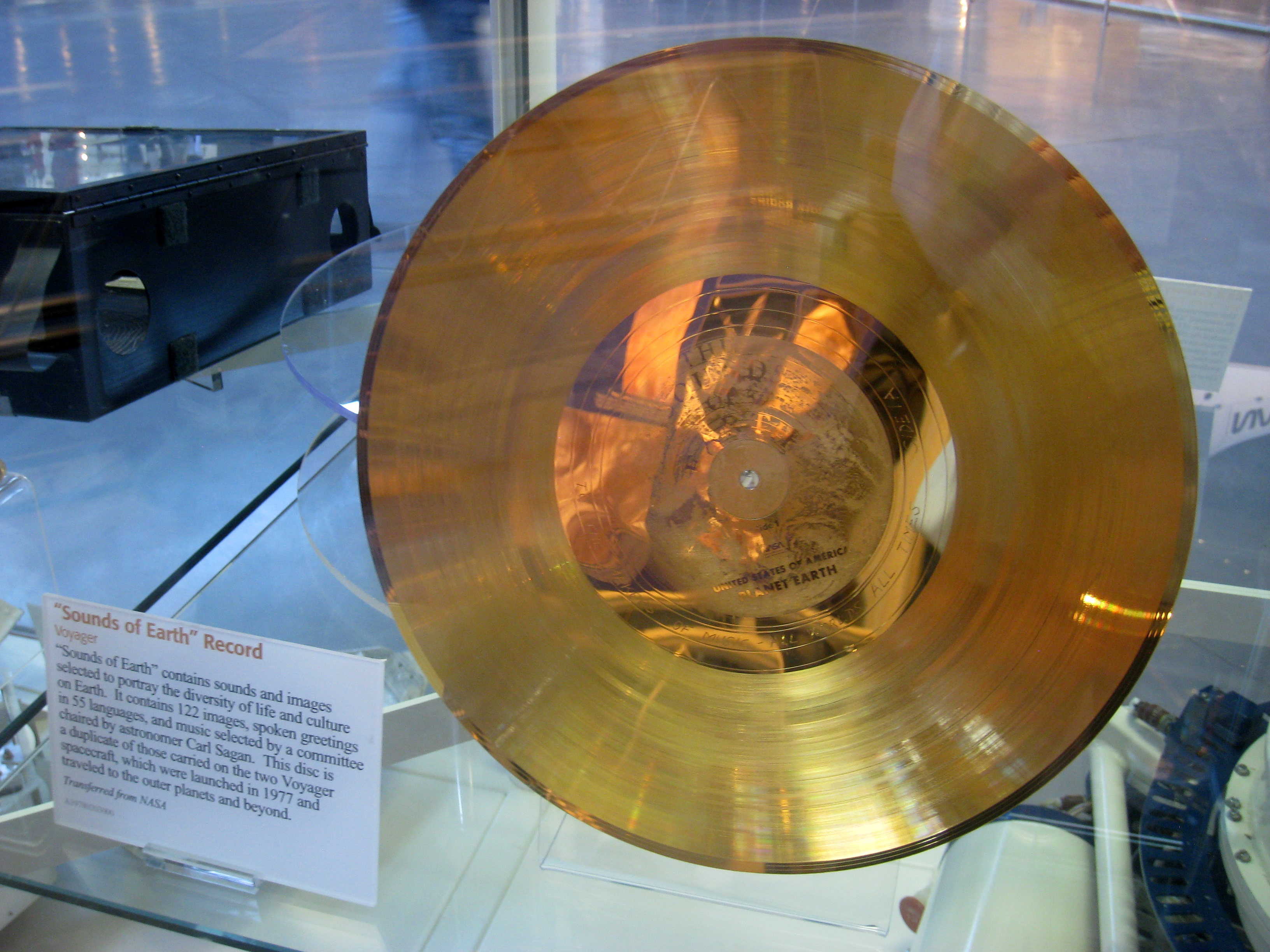
یک کپی از این صفحه که در مرکز اودوار-هازی در فرودگاه بین‌المللی دالس واشینگتن برای نمایش قرار داده شده‌است.

محتویات صفحه طلایی وویجر شامل مجموعه ۱۱۶ نگاره، آواهایی از طبیعت (صدای پرندگان، حیوانات، باد، آذرخش و غیره)، قطعات موسیقی از فرهنگ‌ها و دوره‌های زمانی گوناگون، سلام به ۵۹ زبان مختلف و پیام‌های چاپ‌شده از رئیس‌جمهور وقت ایالات متحده آمریکا، جیمی کارتر و نیز دبیرکل سازمان ملل متحد در آن‌زمان، کورت والدهایم است. این مجموعه توسط تیمی به ریاست کارل سیگن از دانشگاه کرنل گردآوری شده‌اند. این صفحات در دو فضاپیمای وویجر که در سال ۱۹۷۷ پرتاب شدند جایگذاری شدند.
پس از انتقاداتی که به نگاره برهنه مرد و زن در لوح پایونیر شد، ناسا اجازه قرار دادن چنین تصاویری را در این مجموعه نداد و سیگن تنها نیمرخی از یک مرد و زن را در مجموعه آورد.
در زیر گزیده‌ای از سخنان جیمی کارتر، رئیس‌جمهور وقت ایالات متحده آمریکا که برای پرتاب سفینه‌های وویجر ادا شده‌است، را می‌بینید:
ما این پیام را به فضا می‌فرستیم… ۲۰۰ میلیارد ستاره در کهکشان راه شیری هست که ممکن است برخی یا شمار زیادی از آنها دارای تمدن‌های فضایی باشند. اگر یکی از آنها موفق به خواندن این صفحات شد، پیام ما چنین است: ما در حال سپری کردن زمان خود هستیم، پس شاید بتوانیم با هم زندگی کنیم. امیدواریم روزی، با پشت سر گذاشتن مشکلات اکنونمان، به اجتماع تمدن‌های کهکشانی بپیوندیم. این صفحات بیانگر امید، عزم و حسن نیت ما برای داشتن یک جهان وسیع و عالیست.

## سلام‌ها
اولین بخش آوایی این مجموعه شامل سلام و تهنیت از سوی دبیرکل وقت سازمان ملل متحد، کورت والدهایم است.
بخش دوم آوایی، شامل سلام و تهنیت در ۵۵ زبان است که دربرگیرنده ۴ لهجه زبان چینی (مشخص شده با **)، ۱۲ زبان آسیای جنوبی (مشخص شده با #) و پنج زبان باستانی (مشخص شده با §) است که در فهرست زیر آمده‌اند:
| - اکدی§ - یونانی باستان§ - آموی** - عربی (استاندارد جدید) - آرامی - ارمنی - بنگالی# - برمه‌ای - کانتونی** - چک - هلندی | - انگلیسی - اسپرانتو - فرانسوی - لوگاندا - آلمانی - گجراتی# - عبری - هندی# - هیتی§ - مجاری - ایلا (زامبیا) - اندونزیایی - ایتالیا | - ژاپنی - کانارا# - کره‌ای - لاتین§ - ماندارین** - مراتی# - نپالی# - نگونی - نیانجا - اوریه# | - فارسی - لهستانی - پرتغالی - پنجابی# - کچوا - راجستانی# - رومانیایی - روسی - روسی - سینهالی# - سوتو | - اسپانیایی - سومری§ - سوئدی - تلگو# - تایلندی - ترکی - اوکراینی - اردو# - ویتنامی - ویلزی - وو** |

لیست زیر متن صداهایی است که در بخش سلام و تهنیت صفحه طلایی وویجر آمده‌است:
| بخش | زمان    | زبان            | اصلی | برگردان به فارسی                                                                           |
| --- | ------- | --------------- | --- | ------------------------------------------------------------------------------------------ |
| ۲   | ۰:۰۰:۰۰ | سومری           | silim-ma hé-me-en                                                                                                   | امیدوارم همه خوب باشند                                                                     |
| ۲   | ۰:۰۰:۰۴ | یونانی باستان   | Οἵτινές ποτ'ἔστε χαίρετε! Εἰρηνικῶς πρὸς φίλους ἐληλύθαμεν φίλοι.                                                   | درود بر تو، هرکه هستی. ما با نیت دوستی آمدیم، برای آنان‌که دوست هستند.                      |
| ۲   | ۰:۰۰:۱۱ | پرتغالی         | Paz e felicidade a todos                                                                                            | آرامش و شادی به همه                                                                        |
| ۲   | ۰:۰۰:۱۴ | کانتونیز        | 各位好嗎？祝各位平安健康快樂。                                                                                      | چطورید؟ برای شما آرامش، شادی و سلامتی آرزومندم                                             |
| ۲   | ۰:۰۰:۱۹ | اکدی            | | امیدوارم همه خوب باشند                                                                     |
| ۲   | ۰:۰۰:۲۲ | روسی            | Здравствуйте! Приветствую Вас!                                                                                      | سلام! من به شما خوش‌آمد می‌گویم!                                                             |
| ۲   | ۰:۰۰:۲۵ | تایلندی         | สวัสดีค่ะ สหายในธรณีโพ้น พวกเราในธรณีนี้ขอส่งมิตรจิตมาถึงท่านทุกคน                                                                | سلام دوستان دوردست. ما از اینجا به شما درود می‌فرستیم                                       |
| ۲   | ۰:۰۰:۳۲ | عربی            | . تحیاتنا للأصدقاء فی النجوم. یا لیت یجمعنا الزمان Taḥiyyātunā lil-'aṣdiqā' fil-nujūm. Yā laytā yajma`unā al-zamān. | سلام به دوستان ما در ستاره‌ها. شاید زمان ما را به یکدیگر برساند                             |
| ۲   | ۰:۰۰:۳۸ | رومانیایی       | Salutări la toată lumea                                                                                             | درود به همه                                                                                |
| ۲   | ۰:۰۰:۴۲ | فرانسوی         | Bonjour tout le monde                                                                                               | سلام به همگی                                                                               |
| ۲   | ۰:۰۰:۴۵ | برمه‌ای          | nè káʊɴ bà ðəlá | خوب هستید                                                                                  |
| ۲   | ۰:۰۰:۴۸ | عبری            | שלום Shalom | سلام                                                                                       |
| ۲   | ۰:۰۰:۵۰ | اسپانیایی       | Hola y saludos a todos                                                                                              | سلام و درود به همگی                                                                        |
| ۲   | ۰:۰۰:۵۴ | اندونزیایی      | Selamat malam hadirin sekalian, selamat berpisah dan sampai bertemu lagi dilain waktu                               | عصربخیر خانم‌ها و آقایان. بدرود تا دیداری دیگر                                              |
| ۲   | ۰:۰۰:۵۹ | کچوا            | Kay pachamamta niytapas maytapas rimapallasta runasimipi                                                            | سلام به همگی از زمین، به زبان کچوا                                                         |
| ۲   | ۰:۰۱:۰۴ | پنجابی          | | به خانه خوش آمدید. دیدار شما باعث خوشحالیست                                                |
| ۲   | ۰:۰۱:۰۷ | هیتی            | | درود                                                                                       |
| ۲   | ۰:۰۱:۰۸ | بنگالی          | Namaskar, bishwer shanti hok                                                                                        | سلام! بگذارید آرامش و صلح در همه جا حکمفرما باشد                                           |
| ۲   | ۰:۰۱:۱۱ | لاتین           | Salvete quicumque estis; bonam ergo vos voluntatem habemus, et pacem per astra ferimus                              | درود بر تو، هرکسی که هستی؛ ما با نیت خوب آمده‌ایم و با خود صلح را به فضا آورده‌ایم           |
| ۲   | ۰:۰۱:۱۹ | آرامی           | שלם or ܫܠܡ Šəlām | سلام                                                                                       |
| ۲   | ۰:۰۱:۲۲ | هلندی           | Hartelijke groeten aan iedereen                                                                                     | درود صمیمانه به همه                                                                        |
| ۲   | ۰:۰۱:۲۴ | آلمانی          | Herzliche Grüße an alle                                                                                             | درود صمیمانه به همه                                                                        |
| ۲   | ۰:۰۱:۲۷ | اوردو           | اسلام و علیکم ـ هم زمین کی رهنی والوں کی طرف سی آپ کو خوش آمدید کهتی هیں                                            | آرامش و صلح بر شما. ما ساکنان زمین بر شما درود می‌فرستیم                                    |
| ۲   | ۰:۰۱:۳۷ | ویتنامی         | Chân thành gửi tới các bạn lời chào thân hữu                                                                        | درود صمیمانه به شما                                                                        |
| ۲   | ۰:۰۱:۴۰ | ترکی            | Sayın Türkçe bilen arkadaşlarımız, sabah şerifleriniz hayrolsun                                                     | دوستان ترک‌زبان عزیز، باشد که احترام صبحگاهی بر سرتان باشد                                  |
| ۲   | ۰:۰۱:۴۵ | ژاپنی           | こんにちは。お元気ですか？ Konnichiwa. O genki desu ka?                                                             | سلام. خوب هستید؟                                                                           |
| ۲   | ۰:۰۱:۴۸ | هندی            | धरती के वासियों की ओर से नमस्कार                                                                                              | سلام از سوی ساکنان این دنیا                                                                |
| ۲   | ۰:۰۱:۵۱ | ویلزی           | Iechyd da i chwi yn awr, ac yn oesoedd                                                                              | سلامتی برای شما، اکنون و همه‌وقت                                                            |
| ۲   | ۰:۰۱:۵۴ | ایتالیایی       | Tanti auguri e saluti                                                                                               | درود و آرزوهای بسیار                                                                       |
| ۲   | ۰:۰۱:۵۷ | سینهالی         | ආයුබෝවන් | زنده باشید                                                                                 |
| ۲   | ۰:۰۲:۰۰ | نگونی (زولو)    | | به شما درود می‌گوییم، ای بزرگان؛ و زندگی درازی برای شما آرزومندیم                           |
| ۲   | ۰:۰۲:۰۵ | سوتو (سسوتو)    | | سلام بر شما، ای بزرگواران                                                                  |
| ۲   | ۰:۰۲:۰۸ | وو              | 祝㑚大家好。 | بهترین آرزوها برای همه شما                                                                 |
| ۲   | ۰:۰۲:۱۲ | ارمنی           | Բոլոր անոնց, որ կգտնվին տիեզերգի միգամածությունեն անդին ողջույններ                                                  | درود، به تمام کسانی که در جهان هستند                                                       |
| ۳   | ۰:۰۲:۱۶ | اسپرانتو        | Ni strebas vivi en paco kun la popoloj de la tuta mondo, de la tuta kosmo.                                          | ما می‌کوشیم که با صلح و آرامش با تمام مردم دنیا و جهان زندگی کنیم                           |
| ۲   | ۰:۰۲:۱۹ | کره‌ای           | 안녕하세요 | چطورید؟                                                                                    |
| ۲   | ۰:۰۲:۲۲ | لهستانی         | Witajcie, istoty z zaświatów.                                                                                       | خوش آمدید ای موجودات فراسوی جهان                                                           |
| ۲   | ۰:۰۲:۲۵ | نپالی           | प्रिथ्वी वासीहरु बाट शान्ति मय भविष्य को शुभकामना                                                                                    | برای شما از زمین آینده خوبی را آرزومندیم                                                   |
| ۲   | ۰:۰۲:۲۹ | چینی ماندارین   | 各位都好吧？我们都很想念你们，有空请到这来玩。                                                                      | چطورید؟ ما خیلی دوست داریم شما را ببینیم. اگر می‌توانید بیایید و ما را ببینید.              |
| ۲   | ۰:۰۲:۳۵ | ایلا (زامبیا)   | | ما برای همه خوبی آرزومندیم                                                                 |
| ۲   | ۰:۰۲:۳۸ | سوئدی           | Hälsningar från en dataprogrammerare i den lilla universitetsstaden Ithaca på planeten Jorden                       | سلامی از سوی یک برنامه‌نویس کامپیوتر از دانشگاه شهر کوچک ایتاکا در زمین                     |
| ۲   | ۰:۰۲:۴۵ | نیانجا          | | چطورید ای مردمان سیاره‌های دیگر؟                                                            |
| ۲   | ۰:۰۲:۴۸ | گجراتی          | | سلامی از سوی یک آدم ساکن سیاره زمین. با ما تماس بگیرید                                     |
| ۲   | ۰:۰۳:۰۳ | اوکراینی        | Пересилаємо привіт із нашого світу, бажаємо щастя, здоров'я і многая літа                                           | ما از جهان خود به شما درود می‌فرستیم و برای شما شادی، سلامتی، خوبی و زندگی طولانی آرزومندیم |
| ۲   | ۰:۰۳:۰۹ | فارسی           | درود بر ساکنین ماورای آسمان‌ها …                                                                                     | درود بر ساکنین ماورای آسمان‌ها.                                                             |
| ۲   | ۰:۰۳:۲۲ | صربی            | Желимо вам све најлепше са наше планете                                                                             | ما برای شما بهترین‌ها را آرزومندیم، از سیاره زمین                                           |
| ۲   | ۰:۰۳:۲۵ | اوریه           | | درود به ساکنان جهان از زمین، سومین سیاره منظومه شمسی                                       |
| ۲   | ۰:۰۳:۳۴ | گاندا (لونادا)  | | سلام به تمام مردم جهان. خدا به همه آرامش و صلح دهد                                         |
| ۲   | ۰:۰۳:۳۸ | مرآتی           | नमस्कार. ह्या पृथ्वीतील लोक तुम्हाला त्यांचे शुभविचार पाठवतात आणि त्यांची इच्छा आहे की तुम्ही ह्या जन्मी धन्य व्हा.                                          | درود. مردم زمین برای شما آرزوهای خوب می‌فرستند و برای شما امید آینده خوبی را دارند          |
| ۲   | ۰:۰۳:۴۷ | آموی (لهجه مین) | 太空朋友，恁好！恁食飽未？有閒著來阮遮坐喔。                                                                        | دوستاین فضایی، چطورید؟ آیا غذا خورده‌اید؟ بیایید و به ما سر بزنید اگر می‌توانید              |
| ۲   | ۰:۰۳:۵۵ | مجاری           | Üdvözletet küldünk magyar nyelven minden békét szerető lénynek a Világegyetemen                                     | ما به زبان مجاری به تمام موجودات دوستدار صلح در جهان درود می‌فرستیم                         |
| ۲   | ۰:۰۴:۰۱ | تلگو            | నమస్తే, తెలుగు మాట్లాడే జనముననించి మా శుభాకాంక్షలు.                                                                                     | درود. بهترین آرزوها از سوی تلگو زبانان زمین                                                |
| ۲   | ۰:۰۴:۰۵ | چکی             | Milí přátelé, přejeme vám vše nejlepší                                                                              | دوستان عزیز، ما بهترین‌ها را برای شما آرزومندیم                                             |
| ۲   | ۰:۰۴:۰۸ | کانارا          | ನಮಸ್ತೆ, ಕನ್ನಡಿಗರ ಪರವಾಗಿ ಶುಭಾಷಯಗಳು.                                                                                           | درود. از سوی کانارا زبانان، بهترین آرزوها                                                  |
| ۲   | ۰:۰۴:۱۲ | راجستانی        | | سلام به همگی. ما اینجا شادمانیم، شما نیز آنجا خوشحال باشید                                 |
| ۲   | ۰:۰۴:۱۸ | انگلیسی         | Hello from the children of planet Earth                                                                             | سلامی از سوی کودکان سیاره زمین                                                             |